# イバン・サモラーノ
イバン・ルイス・サモラーノ・サモラ（Iván Luis Zamorano Zamora、1967年1月18日 - ）は、チリ・サンティアゴ県サンティアゴ出身の元サッカー選手、現サッカー解説者。ポジションはフォワード。元チリ代表。
空中戦に強かった事から、「ヘリコプター」の異名を持つ。

## 経歴
地元のクラブチーム、CDコブレサルでデビュー。1987年には、カップ戦も制して名を挙げた。その後1988年には同じチリの、ウーゴ・ルビオと共にボローニャの入団テストを受けたが、ルビオのみ契約を勝ち取った。そこでスイスのFCザンクト・ガレンへ移籍して、23得点を挙げて得点王になるなど、頭角を現した。翌年セビージャFCへ移籍。1990-91シーズン、第2節のレアル・マドリード戦で移籍後初ゴールを決めた。2シーズンで、61試合で37得点を決めるなど、ここでも得点能力の高さを証明し、1992-1993シーズンには500万ドルでレアル・マドリードへ移籍を果たす。
レアル・マドリードに所属した4年間でリーグ戦137試合に出場し、77得点を記録。リーグ、カップ、スーパーカップを獲得した。移籍初年度の1992-93シーズン、第34節のセヴィージャ戦でのハットトリックなど26得点を挙げた。1993-94シーズンのスーパーカップ、バルセロナ戦では1stレグ、2ndレグで共に1ゴールを挙げて優勝に貢献した。1994-1995シーズン、最終的に28得点を挙げて得点王に輝くなど、ラウドルップと並びリーグ制覇に最も大きな役割を果たした。同シーズン、第16節のFCバルセロナとのクラシコではハットトリックの活躍でライバルからの勝利に大きく貢献した。
1996-1997シーズンにはセリエA・インテルへ移籍、リーグ7節のパルマ戦で移籍後初得点と2点目を決めた。1997-98シーズンのUEFAカップ決勝では、ラツィオ相手に決勝ゴールを決めて、優勝に貢献した。インテルではそれ程多くの得点を奪えなかったが、常に全力でプレーするプレースタイルはファンの支持を集めた。2001年にはメキシコのクラブ・アメリカへ移籍し、初戦でハットトリックを達成するなどの活躍でリーグ優勝に貢献。キャリアの最後のシーズンを母国のクラブチーム・CSDコロコロで過ごし、2003年に現役を退いた。同12月23日にはサンティアゴで引退試合が行われ、5万の観衆が引退を惜しんだ。
1987年6月19日のペルー戦で代表デビューを果たす。コパ・アメリカ1991では6得点を挙げたガブリエル・バティストゥータに次ぐ5得点を記録した。同年に創設されたFIFA年間MVP投票でヨーロッパ人以外で最高の7位を記録した。1995年も同じく自己最高タイの7位に入った。チリの4大会ぶりの出場となったフランスW杯に出場し、マルセロ・サラスとの「Za-Sa（サ・サ）コンビ」で同国をベスト16へと導いた。また2000年のシドニー五輪にはオーバーエイジ枠で出場し銅メダルをもたらす原動力となり、自身は6得点を挙げて大会得点王となった。2001年9月1日のフランス戦を最後に代表を引退した。

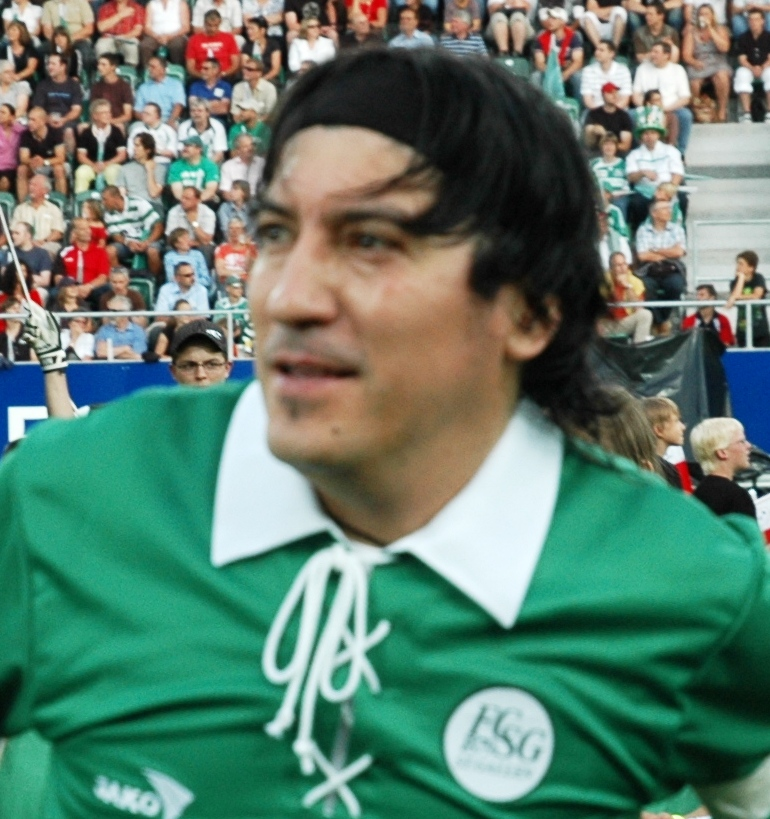
ザンクト・ガレンの親善試合に参加したサモラーノ（2012年）

引退後は一時期、チリのユース年代の代表チームでアシスタントコーチを務めた。また、チリで事業を行っていたが、結果大きな負債を抱える事となった。現在は、アメリカのスペイン語スポーツチャンネル「TUDN」のサッカー解説者を務めている。

## エピソード
背番号「9」に特別なこだわりを持っていたことで知られる。インテル在籍時の1997-98シーズン、サモラーノが背番号9、そしてロナウドが10をつけていたが、翌1998-99シーズンにロベルト・バッジョが加入すると、バッジョが背番号10、ロナウドが9となり、サモラーノはクラブから背番号の明渡しを命じられた。一旦は拒否したが認められず、サモラーノは背番号18のユニフォームの1と8の間に小さな「＋」を加えて（1＋8＝9）着用していた。
現役時代は空中戦に強くヘディングの名手として知られたが、サモラーノ自身もヘディングでの得点については「ヘディングでのゴールはその選手がオールラウンドで、より完全な選手であることの証明となる」と独自の哲学を持っている。
2003年に現役を引退した後は、ユニセフの親善大使となったことでも知られている。

## 個人成績
| クラブ             | リーグ                   | シーズン | リーグ戦 | リーグ戦 | カップ戦 | カップ戦 | 国際試合 | 国際試合 | 期間通算 | 期間通算 |
| クラブ             | リーグ                   | シーズン | 出場     | 得点     | 出場     | 得点     | 出場     | 得点     | 出場     | 得点     |
| ------------------ | ------------------------ | -------- | -------- | -------- | -------- | -------- | -------- | -------- | -------- | -------- |
| CDコブレサル       | プリメーラ・ディビシオン | 1987     | 31       | 8        | 14       | 14       | -        | -        | 45       | 22       |
| CDコブレサル       | プリメーラ・ディビシオン | 通算     | 31       | 8        | 14       | 14       | -        | -        | 45       | 22       |
| FCザンクト・ガレン | ナツィォナール・リーガA  | 1988-89  | 17       | 10       | 1        | 0        | -        | -        | 18       | 10       |
| FCザンクト・ガレン | ナツィォナール・リーガA  | 1989-90  | 33       | 23       | 3        | 2        | -        | -        | 36       | 25       |
| FCザンクト・ガレン | ナツィォナール・リーガA  | 1990-91  | 6        | 1        | -        | -        | 4        | 2        | 10       | 3        |
| FCザンクト・ガレン | ナツィォナール・リーガA  | 通算     | 56       | 34       | 4        | 2        | 4        | 2        | 64       | 38       |
| セビージャCF       | プリメーラ・ディビシオン | 1990-91  | 29       | 9        | 2        | 1        | -        | -        | 31       | 10       |
| セビージャCF       | プリメーラ・ディビシオン | 1991-92  | 30       | 12       | 2        | 1        | -        | -        | 32       | 13       |
| セビージャCF       | プリメーラ・ディビシオン | 通算     | 59       | 21       | 4        | 2        | -        | -        | 63       | 23       |
| レアル・マドリード | プリメーラ・ディビシオン | 1992-93  | 34       | 26       | 4        | 6        | 7        | 5        | 45       | 37       |
| レアル・マドリード | プリメーラ・ディビシオン | 1993-94  | 36       | 11       | 6        | 4        | 4        | 2        | 46       | 17       |
| レアル・マドリード | プリメーラ・ディビシオン | 1994-95  | 38       | 28       | 3        | 0        | 5        | 3        | 46       | 31       |
| レアル・マドリード | プリメーラ・ディビシオン | 1995-96  | 29       | 12       | 2        | 0        | 5        | 4        | 36       | 16       |
| レアル・マドリード | プリメーラ・ディビシオン | 通算     | 137      | 77       | 15       | 10       | 21       | 14       | 173      | 101      |
| インテル           | セリエA                  | 1996-97  | 31       | 7        | 6        | 4        | 10       | 2        | 47       | 13       |
| インテル           | セリエA                  | 1997-98  | 13       | 1        | 2        | 0        | 5        | 2        | 20       | 3        |
| インテル           | セリエA                  | 1998-99  | 25       | 9        | 3        | 2        | 10       | 3        | 38       | 14       |
| インテル           | セリエA                  | 1990-00  | 30       | 7        | 5        | 1        | -        | -        | 35       | 8        |
| インテル           | セリエA                  | 2000-01  | 2        | 1        | 2        | 0        | 4        | 0        | 8        | 1        |
| インテル           | セリエA                  | 通算     | 101      | 25       | 18       | 7        | 29       | 7        | 148      | 39       |
| クラブ・アメリカ   | プリメーラ・ディビシオン | 2000-01  | 17       | 11       | -        | -        | -        | -        | 17       | 11       |
| クラブ・アメリカ   | プリメーラ・ディビシオン | 2001-02  | 35       | 18       | -        | -        | 9        | 4        | 44       | 22       |
| クラブ・アメリカ   | プリメーラ・ディビシオン | 2002-03  | 11       | 4        | -        | -        | -        | -        | 11       | 4        |
| クラブ・アメリカ   | プリメーラ・ディビシオン | 通算     | 63       | 33       | -        | -        | 15       | 5        | 72       | 37       |
| CSDコロコロ        | プリメーラ・ディビシオン | 2003     | 14       | 8        | -        | -        | 4        | 0        | 18       | 8        |
| CSDコロコロ        | プリメーラ・ディビシオン | 通算     | 14       | 8        | -        | -        | 4        | 0        | 18       | 8        |
| 総通算             | 総通算                   |          | 490      | 233      | 73       | 50       | 58       | 25       | 621      | 349      |

## 代表歴

### 出場大会
- チリ代表
  - 1998 FIFAワールドカップ (ベスト16)

### 試合数
- 国際Aマッチ 69試合 32得点（1987年-2001年）[8]

| チリ代表 | 国際Aマッチ | 国際Aマッチ |
| 年       | 出場        | 得点        |
| -------- | ----------- | ----------- |
| 1987     | 5           | 1           |
| 1988     | 5           | 0           |
| 1989     | 2           | 1           |
| 1990     | 0           | 0           |
| 1991     | 9           | 6           |
| 1992     | 0           | 0           |
| 1993     | 1           | 0           |
| 1994     | 2           | 1           |
| 1995     | 1           | 1           |
| 1996     | 8           | 5           |
| 1997     | 5           | 9           |
| 1998     | 8           | 2           |
| 1999     | 8           | 3           |
| 2000     | 10          | 3           |
| 2001     | 5           | 0           |
| 通算     | 69          | 32          |

## 獲得タイトル

### チームタイトル
チリ代表
- オリンピック 銅メダル - 2000

チリ
- セグンダ・ディビシオン - 1985
- コパ・チリ - 1985

スペイン
- プリメーラ・ディビシオン - 1994-95
- コパ・デル・レイ - 1993
- スーペルコパ・デ・エスパーニャ - 1993

イタリア
- UEFAカップ - 1997-98

メキシコ
- プリメーラ・ディビシオン - 2002

### 個人タイトル
- EFE賞 - 1992–93, 1994–95
- ピチーチ賞 - 1994-95
- スペイン最優秀外国人選手 - 1994-95
- ESM選出欧州年間ベストイレブン - 1994-95
- オリンピック得点王 - 2000